# 法相岩街道
法相岩街道，是中华人民共和国湖南省邵陽市武冈市下辖的一个乡镇级行政单位。

## 行政区划
法相岩街道下辖以下地区：
玉龙社区、法相岩社区、梯云社区、玉龙村、洞庭村、兴隆村、南塔村、东山村和长界岭村。